# 汪小壹
汪小壹（1987年10月—），女，陕西西安人，中国大陆演员、导演。毕业于河北传媒学院。其参演作品有《大学生同居的事儿》、《快乐的小2B》、《毛骗》、《闺中男蜜》、《麻辣隔壁》、《热血篮球》和《一屋高才生》等；其导演作品有《一屋高才生》。她以在《毛骗》中饰演“甜甜”一角色而为大众所熟悉，故常被呼以“汪甜甜”、"甜甜"等昵称。